# Bardehvaler
Bardehvaler (Mysticeti) er en underorden af hvaler der kendetegnes ved at have mistet alle tænder til fordel for såkaldte barder. Eksempler på bardehvaler er blåhval, finhval, pukkelhval, rethval, grønlandshval og gråhval. Bardehvalerne har udskiftet tænderne med lange trævler i overmunden – kaldet barder. Hvalen æder ved at fylde munden med vand som sies ud gennem barderne med tungen. I barderne hænger mange smådyr fast, som kan være krill eller fisk, og som hvalen derefter sluger. Modsat tandhvalerne har bardehvaler altid to blåsthuller oven på hovedet. Der er stort set 3 fourageringsteknikker: Finhvalerne sluger store mængder vand på en gang i munden, rethvalerne sier vandet mens de svømmer, og gråhvalen hvirvler havbunden op som den så filtrerer for bunddyr.
- Underorden: Mysticeti (Bardehvaler, mindst 12 arter i fire familier.)
  - Familie: Gråhvaler (Eschrichtiidae)
    - Gråhval (Eschrichtius robustus)

  - Familie: Finhvaler (Balaenopteridae)
    - Blåhval (Balaenoptera musculus)
    - Finhval (Balaenoptera physalus)
    - Sejhval (Balaenoptera borealis)
    - Vågehval (Balaenoptera acutorostrata)
    - Antarktisk vågehval (Balaenoptera bonaerensis)
    - Pukkelhval (Megaptera novaeangliae)
    - Brydeshval (Balaenoptera edeni/Balaenoptera brydei)
    - Omuras hval (Balaenoptera omurai)

  - Familie: Rethvaler Balaenidae
    - Rethval (Eubalaena glacialis)
    - Sydlig rethval (Eubalaena australis)
    - Grønlandshval (Balaena mysticetus)

  - Familie: Dværgrethvaler (Neobalaenidae)
    - Dværgrethval (Neobalaena marginata)

## Oprindelse
Bardehvaler er udviklet fra tandhvalerne, og i Oligocæn levede Aetiocetus, der både havde tænder og barder. Barderne er ikke bevaret, men i overkæben er der spor efter blodforsyningen til bardeproduktionen. I fostertilstanden udvikler moderne bardehvaler anlæg til tænder, der senere opløses.